# Audlem
Audlem – wieś w Anglii, w hrabstwie ceremonialnym Cheshire, w dystrykcie (unitary authority) Cheshire East. Leży 35 km na południowy wschód od miasta Chester i 231 km na północny zachód od Londynu. W 2001 miejscowość liczyła 1790 mieszkańców.

## Historia
Miejscowość została wspomniana w Domesday Book jako Aldelime.

## Geografia
Audlem znajduje się na trasie kanału Shropshire Union zaprojektowanego przez Thomasa Telforda. W Audlem znajduje się 15 śluz kanału. W miejscowości znajdowała się stacja kolejowa otwarta w 1863 roku, a zamknięta w 1963.